# Mongólia gazdasága

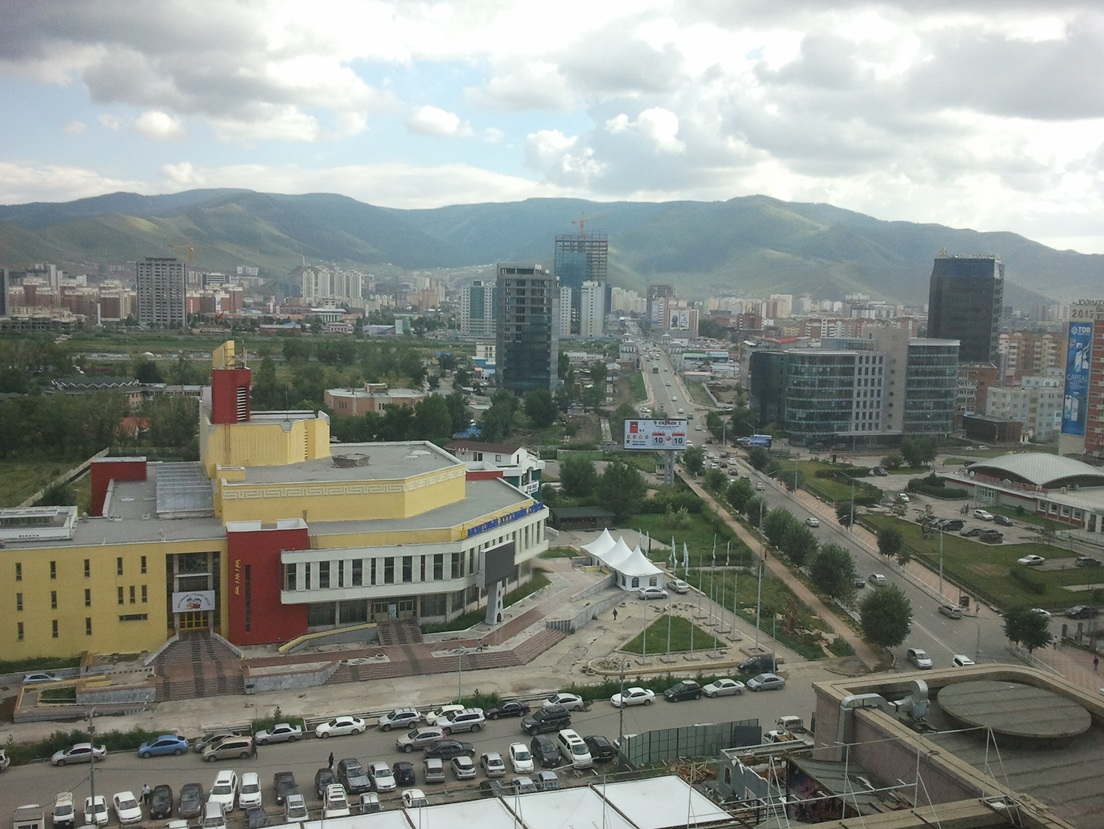
Ulánbátor

Mongólia gazdasága a mezőgazdaságra és a bányászatra épül. Az ország gazdag ásványkincsekben (réz, szén, molibdén, ón, volfrám, arany). Az országban körülbelül 30 000 magánvállalkozás működik, melyeknek a nagy része a fővárosban található. A vidéki lakosság jelentős része pásztorkodásból, illetve nomád pásztorkodásból él. Az egy főre eső GDP 2006-ban 2100 dollár volt, ami 2002-höz képest 7,5%-os növekedést jelentett. Mongólia teljes kőolajszükségletének 80%-át Oroszországból fedezi, amely igen függővé tette az országot.

## Mezőgazdaság
A mezőgazdaságban elsősorban búzát, árpát, zöldségféléket, takarmánynövényeket termesztenek. 
Az állattenyésztésben szarvasmarhát, juhot, lovat, kecskét és tevét tenyésztenek. Az északi területeken hatodikként jakot is tartanak.

## Ipar
Az ipar legfontosabb ágai a mezőgazdasági termékek feldolgozása (élelmiszeripar), építőipar és építőanyag gyártása; bányászat (szén, réz, molibdén, folypát, ón, volfrám, arany); és állati termékek feldolgozása. 

## Külkereskedelem
Főbb külkereskedelmi áruk :
- Import: gépek és eszközök, üzemanyag, gépjárművek, élelmiszer, ipari fogyasztási cikkek, vegyi anyagok, építőanyagok, cigaretta, mosószer
- Export: réz, ruházat, állatállomány, állati termékek, kasmír, gyapjú, bőr, szén, kőolaj

Legfőbb partnerek 2016-ban :
- Import:  Kína 33,2%,  Oroszország 25,6%,  Dél-Korea 8,6%,  Japán 7%
- Export:  Kína 84,1%,  Egyesült Királyság 6,8%

## Tudomány, technológia
Az 1990-es években, a rendszerváltás után Mongóliában elkezdték a tudományos élet fejlesztését. Több szomszédos ország (Kína, Dél-Korea) kutatási-fejlesztési vállalata telepedett meg Mongóliában.

## Szolgáltatások

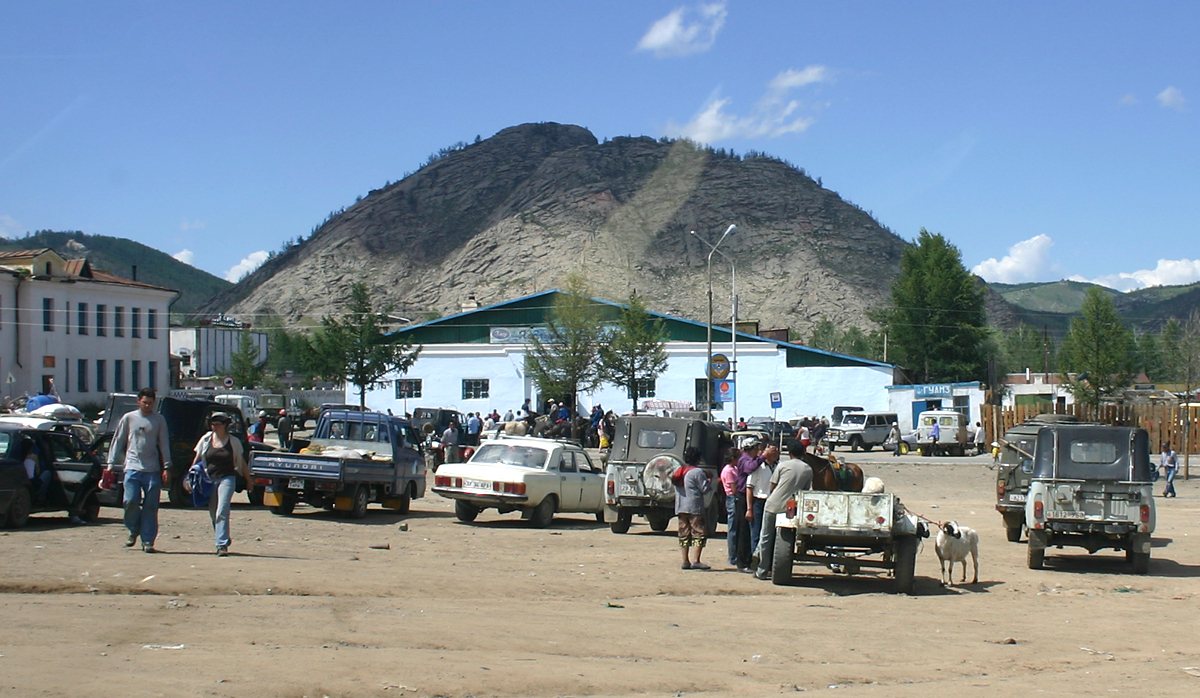
Egy piac Cecerlegben

Mongóliában számos telekommunikációs vállalat működik, amelyek üzemeltetik az internet, mobiltelefon rendszereket. A külföldről érkező befektetések segítségével több fontos főútvonalat újítottak fel az országban.

## Fordítás
Ez a szócikk részben vagy egészben  az   Economy of Mongolia című angol Wikipédia-szócikk fordításán alapul.  Az eredeti cikk szerkesztőit annak laptörténete sorolja fel. Ez a jelzés csupán a megfogalmazás eredetét és a szerzői jogokat jelzi, nem szolgál a cikkben szereplő információk forrásmegjelöléseként.